# Zweden op het Eurovisiesongfestival 2024
Zweden neemt deel aan het Eurovisiesongfestival 2024 in Malmö, nadat het in Liverpool won met "Tattoo" uitgevoerd door Loreen. De Zweedse omroep Sveriges Television (SVT) organiseerde Melodifestivalen om de inzending voor het festival te selecteren. 

## Melodifestivalen 2024

### Achtergrond
De 2024 editie van Melodifestivalen omvatte vijf heats die plaatsvonden in gaststeden Malmö, Göteborg, Växjö, Eskilstuna en Karlstad 28 acts waren in de running. Per halve finale waren er twee stemrondes. De winnaar van de eerste stemronde ging rechtstreeks naar de finale. Net zoals de winnaar van de tweede stemronde. Voor de kandidaten die 3de of 4de werden, waren er nog twee tickets over voor de finale. Melodifestivalen vond plaats tussen 3 februari en 9 maart 2024 en werd afgesloten met een finale met 12 kandidaten in de Friends Arena in Stockholm. In de finale stemden 8 nationale jury's mee voor 50% van de punten. De overige 50% werd bepaald door de Zweedse televoting. Het Zweedse publiek stemde massaal. Meer dan 26 miljoen stemmen werden uitgereikt. De stemmen werden verdeeld over de zogenaamde leeftijdsgroepen. Elke leeftijdsgroep geeft 12,10, 8 t.e.m. 1 punt. 

#### Finale
De finale vond plaats op 9 maart 2024 in de Friends Arena in Stockholm. Marcus & Martinus waren de te kloppen favoriet. Bijna 7 op de 10 bookmakers gaven het voordeel aan het duo. In de finale behaalden ze een monsterscore van 177 punten. Medina behaalde de tweede plaats, en Smash Into Pieces werd derde.
| Loting | Artiest            | Liedje                             | Juries | Televote | Totaal | Plaats |
| ------ | ------------------ | ---------------------------------- | ------ | -------- | ------ | ------ |
| 1      | Maria Sur          | When I'm Gone                      | 37     | 35       | 72     | 7      |
| 2      | Jay Smith          | Back to My Roots                   | 20     | 26       | 46     | 10     |
| 3      | Lisa Ajax          | Awful Liar                         | 26     | 11       | 37     | 11     |
| 4      | Smash Into Pieces  | Heroes Are Calling                 | 31     | 59       | 90     | 3      |
| 5      | Cazzi Opeia        | Give My Heart a Break              | 46     | 41       | 87     | 4      |
| 6      | Annika Wickihalder | Light                              | 38     | 25       | 63     | 8      |
| 7      | Marcus & Martinus  | Unforgettable                      | 85     | 92       | 177    | 1      |
| 8      | Dotter             | It's Not Easy to Write a Love Song | 26     | 8        | 34     | 12     |
| 9      | Medina             | Que Sera                           | 43     | 61       | 104    | 2      |
| 10     | Liamoo             | Dragon                             | 38     | 45       | 83     | 5      |
| 11     | Jacqline           | Effortless                         | 40     | 21       | 61     | 9      |
| 12     | Danny Saucedo      | Happy That You Found Me            | 34     | 40       | 74     | 6      |

## In Malmö
Gezien Zweden won in 2023, en dus het festival gaat organiseren, is de inzending direct geplaatst voor de finale. Het land opende de finale op zaterdag 11 mei 2024. De broers wisten de 9de plaats te halen met 174 punten. De Duitse vakjury gaf 12 punten aan Zweden. 
1958 · 1959 · 1960 · 1961 · 1962 · 1963 · 1964 · 1965 · 1966 · 1967 · 1968 · 1969 · 1970 · 1971 · 1972 · 1973 · 1974 · 1975 · 1976 · 1977 · 1978 · 1979 · 1980 · 1981 · 1982 · 1983 · 1984 · 1985 · 1986 · 1987 · 1988 · 1989 · 1990 · 1991 · 1992 · 1993 · 1994 · 1995 · 1996 · 1997 · 1998 · 1999 · 2000 · 2001 · 2002 · 2003 · 2004 · 2005 · 2006 · 2007 · 2008 · 2009 · 2010 · 2011 · 2012 · 2013 · 2014 · 2015 · 2016 · 2017 · 2018 · 2019 · 2020 · 2021 · 2022 · 2023 · 2024 · 2025
Albanië · Armenië · Australië · Azerbeidzjan · België · Cyprus · Denemarken · Duitsland · Estland · Finland · Frankrijk · Georgië · Griekenland · Ierland · IJsland · Israël · Italië · Kroatië · Letland · Litouwen · Luxemburg · Malta · Moldavië · Nederland · Noorwegen · Oekraïne · Oostenrijk · Polen · Portugal · San Marino · Servië · Slovenië · Spanje · Tsjechië · Verenigd Koninkrijk · Zweden · Zwitserland